# Dotriacontanol
Dotriacontanol é o composto orgânico de fórmula C32H66O, SMILES OCCCCCCCCCCCCCCCCCCCCCCCCCCCCCCCC e massa molecular 466,865814.